# Peter Tunner der Ältere

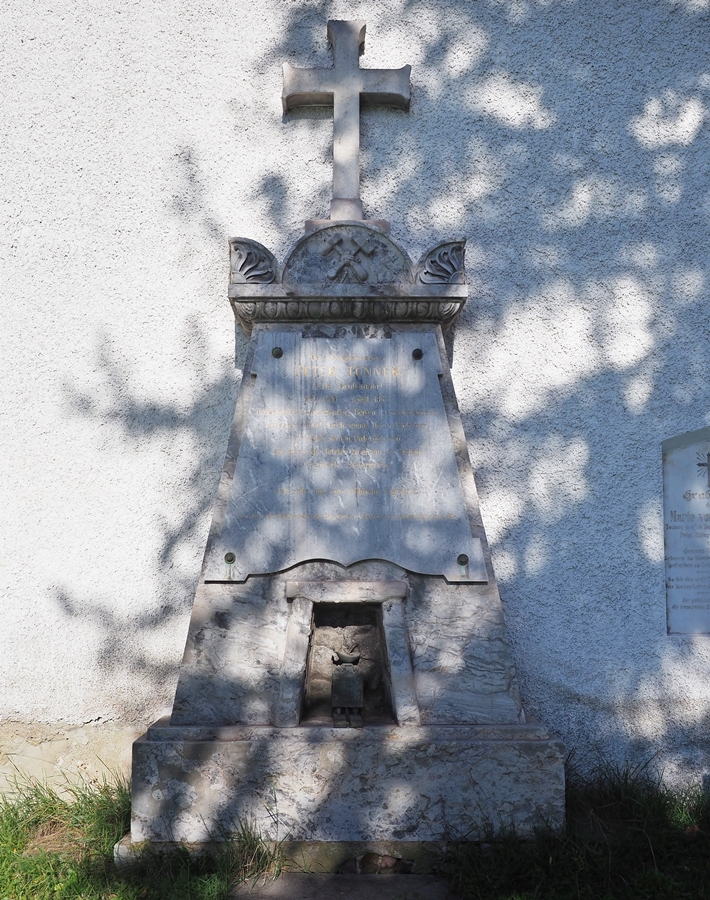
Grabstätte von Peter Tunner der Ältere auf dem Friedhof in Leoben-Waasen.

Peter Tunner der Ältere (* 1. Juli 1786 in Obergraden bei Köflach; † 18. Dezember 1844 in Leoben) war ein österreichischer Pionier der Erzaufbereitung.

## Leben
Peter Tunner d. Ä. wurde als Sohn des Joseph Tunner (1750–1798), dessen Vorfahren väterlicherseits aus dem obersteirischen Trautenfels stammten und der Gewerkentochter Juliana Grossauer geboren. Sein Vater wurde in Folge Miteigentümer des Großauer’schen Hammerwerkes in Deutschfeistritz. 
1809 erbte Peter Tunner d. Ä. schließlich den Montanbesitz. Er musste neun Geschwistern  das testamentarisch zugesicherte Erbgut ausbezahlen und geriet nach den Napoleonischen Kriegen in wirtschaftliche Schwierigkeiten. 1822 musste er schließlich Konkurs anmelden. Dank seines guten Rufs konnte der nun nahezu mittellose Eisenhüttenmann schon 1823 als Berg- und Hüttenverweser des Eisenwerkes in Turrach in Fürst Schwarzenbergische Dienste treten, wo er bis 1844 tätig war. 
Die Verwendung der Feinerze war früher nicht möglich. Im Jahr 1824 wurde unter Peter Tunner d. Ä. ein Flammröstofen errichtet. Mit dessen Hilfe konnten in 24 Stunden über 22 Tonnen Feinerze geröstet und anschließend der Verschmelzung im Hochofen zugeführt werden. Auch bemühte er sich um die Erschließung neuer Erzführungen.
Turrach war als montanistischer Standort über längere Zeit vernachlässigt worden und so wurde zunächst die Modernisierung des Erzbergbaus sowie der Erzaufbereitung, insbesondere der Erzröstung, in Angriff genommen. Erst im Anschluss daran erfolgte der längst notwendige Neubau eines Hochofens. Der neue Hochofen entsprach dem damaligen Stand der Hüttentechnik. Das etwa 11 Meter hohe Bauwerk im Ortszentrum von Turrach bestand aus einem Außenschacht aus Bruchsteinmauerwerk, einem Futterschacht sowie einem mit Verschleißfutter ausgekleideten Kernschacht. Im Vergleich zur bisherigen Anlage erreichte der neue Ofen eine Verdreifachung der Schmelzleistung.
Der Hochofen, der eng mit dem Namen Peter Tunner d. Ä. verbunden ist, wurde im Jahr 1826 in Betrieb genommen.
Zwischen dem seinerzeitigen Verweserhaus (heute Schwarzenbergische Forstverwaltung) und der Kirche  steht ein Denkmal, das an die Verdienste Peter Tunner d. Ä. erinnert.

## Familie
1809 wurde sein vorehelicher, legitimierter und gleichnamiger Sohn Peter Tunner geboren, der später ebenfalls ein angesehener Montanist wurde.
1812 heiratete er Maria Obersteiner. Das Paar hatte mehrere Kinder. Sein Bruder, Joseph Ernst Tunner, war Maler, welcher ein Porträt von ihm schuf.

## Museum
Im Montanmuseum Turrach sind Zeugnisse aus der Zeit von Peter Tunner Vater und Sohn ausgestellt.